# Kristoffer Brun
Kristoffer Brun, född 7 april 1988 i Bergen, är en norsk roddare.
Brun blev olympisk bronsmedaljör i lättvikts-dubbelsculler vid sommarspelen 2016 i Rio de Janeiro. Vid olympiska sommarspelen 2020 i Tokyo slutade Brun på 12:e plats tillsammans med Are Strandli i lättvikts-dubbelsculler. Deras båt kantrade i semifinalen och roddarna kom därefter inte till start i B-finalen.